# 李時輝
李時輝（？—1595年），號惟青，山东青州府益都縣軍籍，颜神镇人。明朝政治人物、進士出身。

## 生平
万历十六年戊子科舉人，十七年（1589年）己丑成进士。工部觀政，十八年二月初授陝西西安府推官，任真执法。法當，即上官郡邑吏所共出，必入之；法不當，即上官郡邑吏所共入，必出之。郡邑吏贤，即上官所甚憎，全护之；不贤，即上官所甚愛，摘去之。以此得刚正譽，亦多忌者。然公廉，无能毁之。公仕不携家，独一笥，每出行部，則寄僚长舍中，门不下键而行，其清如此。二十三年入爲兵部主事，复降大同府推官。邑人通政曹璜有传，秃翁李贽《焚书》有《答李惟青书》。

## 家族
父李宝，號鲁峰，教諸子以儒学显，而自隐居药笼間，人慕其樂，易所居辄倍售，同业皆不及。又卜别业孝水之滨，种植竹树，蓄琴酒，狎渔樵以自娱。兄李时华，字还青，万历癸酉乡科。